# ۱۵۹۶ (میلادی)
۱۵۹۶ (میلادی) هزار و پانصد و نود و ششمین سال تقویم میلادی است.

## زادگان
- ۱ نوامبر – پیترو دا کورتونا، هنرمند، معمار، و نقاش ایتالیایی (د. ۱۶۶۹)

## درگذشتگان
- ۳ اکتبر – فلوران کرستین، مترجم و شاعر فرانسوی (ز. ۱۵۴۱)